# Відслонення тортонських пісковиків (пам'ятка природи)
Відсло́нення торто́нських пісковикі́в — геологічна пам'ятка природи місцевого значення в Україні. Розташована в межах Бродівського району Львівської області, на північний захід від села Підгірці. 
Площа 80 га. Статус надано 1984 року. Перебуває у віданні: Підгорецька сільська рада. 
Статус надано з метою збереження відслонення тортонських пісковиків, розташованого на горі Менич, що в низькогірному пасмі Вороняки. 
Територія заказника охоплює схили гори Менич.